# Komering

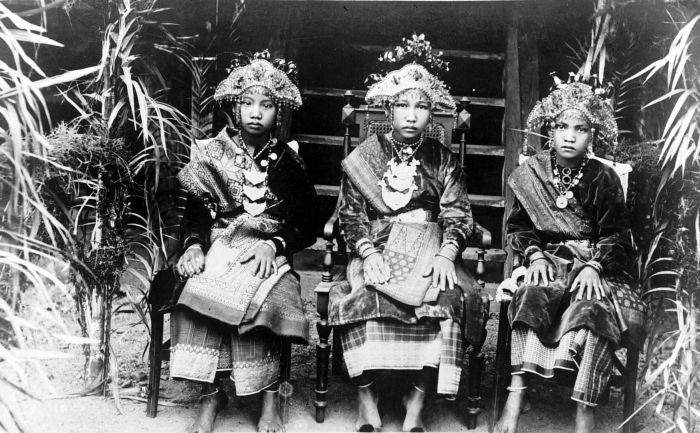
Jeunes filles komering (1929)

Le komering - autonyme : kumering - est une langue malayo-polynésienne parlée en Indonésie, dans le sud de l'île  de Sumatra.

## Localisation géographique
Le komering est parlé dans la province de Lampung, le long de la rivière Komering.

## Classification
Le komering est une des langues lampung, un des sous-groupes du malayo-polynésien occidental. Walker considère le komering comme un dialecte. Il présente le lampung comme une langue et non comme un groupe de langues.

## Vocabulaire
Exemples du vocabulaire de base du komering:
| français | komering | Prononciation | indonésien/malais      |
| -------- | -------- | ------------- | ---------------------- |
| arbre    | kayu     | kaju          | kayu (« bois »)        |
| cendres  | habu     | habu          | abu                    |
| terre    | tanoh    | tanoh         | tanah                  |
| herbe    | jukuk    | d͡ʒukuʔ        | rumput                 |
| œuf      | hatolui  | hatoluj       | telur                  |
| trois    | tolu     | tolu          | tiga                   |
| cinq     | lima     | lima          | lima                   |
| pleuvoir | hujau    | hud͡ʒaw        | hujan                  |
| voler    | hambur   | hambuɣ        | hambur (« gaspiller ») |

## Écriture
En général, l'alphabet latin est utilisé pour le komering, mais il existe également un petit nombre de personnes qui utilisent encore l'alphabet arabe jawi. L'écriture komering (id) était utilisée dans l'Antiquité et des efforts sont actuellement déployés pour la préserver.